# Platón Oyunski
Platón Oyunski (30 de diciembre de 1893 - 31 de octubre de 1939), en yakuto Bylatyan Oyuunuskay y en ruso Платон Ойунский, seudónimo de Platón Alekséyevich Sleptsov (Платон Алексеевич Слепцов), fue un escritor y traductor soviético de etnia yakuta uno de los fundadores de la literatura moderna en yakuto.

## Vida
Nació en el nasleg de Zhekhsogon del ulus de Boturuss (hoy Tatta). La etimología del nombre «Sleptsov» proviene de una palabra que significa «chamán».
Durante su vida,  escritor, traductor y defensor del idioma yakuto. Como tal, se le considera uno de los fundadores de la literatura moderna en yakuto. Tomó parte en la creación de la lengua escrita yakuta. Coleccionó y publicó una serie de olonjo, poemas épicos heroicos comunes entre los yakutos.
Oyunski también fue un político en Yakutia, uno de los padres de la construcción de la nación yakuta moderna. Fue uno de los organizadores de la República Autónoma de Yakutia, la Unión de Escritores de Yakutia y el Instituto de Investigación Científica de la Literatura y el Lenguaje.
Fue víctima de las purgas de Stalin y murió en prisión en Irkutsk en 1939. Fue rehabilitado el 15 de octubre de 1955.
El premio estatal de la República Autónoma Socialista Soviética de Yakutia, que premiaba la investigación en literatura, artes y arquitectura, llevaba su nombre.

## Obra
- Kyhyl oyuun (Chamán rojo, 1925)
- Iirbit Nyukuus (El loco Nyukus, 1923)
- Jeberetten takhsyy (Removiendo el fango, 1936)